# Maida Vale (Van der Graaf Generator)
Maida Vale è un album live dei Van der Graaf Generator registrato per la BBC nel 1971-1976 nel quartiere Maida Vale di Londra da cui ha preso il nome l'album.

## Tracce
1. Darkness – 7:20
2. Man-Erg – 11:05
3. Scorched Earth – 9:40
4. Sleepwalkers – 9:00
5. Still Life – 7:20
6. La Rossa – 10:05
7. When She Comes – 8:10
8. Masks – 7:20

## Formazione
- Peter Hammill - voce, pianoforte, chitarra
- Guy Evans - batteria
- Hugh Banton - tastiera, basso, voce secondaria
- David Jackson - sassofono, flauto, voce secondaria